# Marion Aye
Marion Aye, nata Maryon Eloise Aye (Chicago, 5 aprile 1903 – Hollywood, 21 luglio 1951), è stata un'attrice statunitense.

## Biografia
Era figlia di Emma Bishoff (1878-1951) e dell'avvocato James Aye (1880-1961), che si trasferì con la famiglia da Chicago in California, dove Maryon fu scoperta da Mack Sennett. Divenne così una delle “bellezze al bagno” del cineasta, che nel 1919 la fece esordire nel cortometraggio Why Beaches Are Popular, seguito da Hearts and Flowers. In quell’anno morì d'influenza spagnola il marito Sherman Plaskett, sposato l'anno prima. Nel 1920 si risposò con il giornalista Harry Wilson. 
Lasciata la produzione Sennett, recitò in due anni una decina di film, soprattutto western a due rulli, e fu scelta tra le tredici WAMPAS Baby Stars del 1922, un gruppo di giovani e promettenti attrici selezionate dalle case di produzione cinematografiche, nell'augurio di ottenere “fama e fortuna”. 
In realtà, fra quelle attrici, Maryon Aye fu la meno fortunata, poiché la sua carriera finì praticamente nel 1922. Nei due anni seguenti partecipò a cinque film in ruoli secondari e nel 1926, con Irene non ti spogliare!, protagonista la sua collega “baby star” Colleen Moore, Maryon Aye chiuse con il cinema. Divorziata nel 1924 da Harry Wilson, si sposò nel 1936 con l'attore Ross Forrester.
Sofferente di depressione, tentò più volte il suicidio che le riuscì il 10 luglio 1951, quando si avvelenò nella camera di un motel di Culver City. Morì undici giorni dopo e fu sepolta nel Forest Lawn Memorial Park di Glendale.

## Riconoscimenti
- WAMPAS Baby Star nel 1922..

## Filmografia

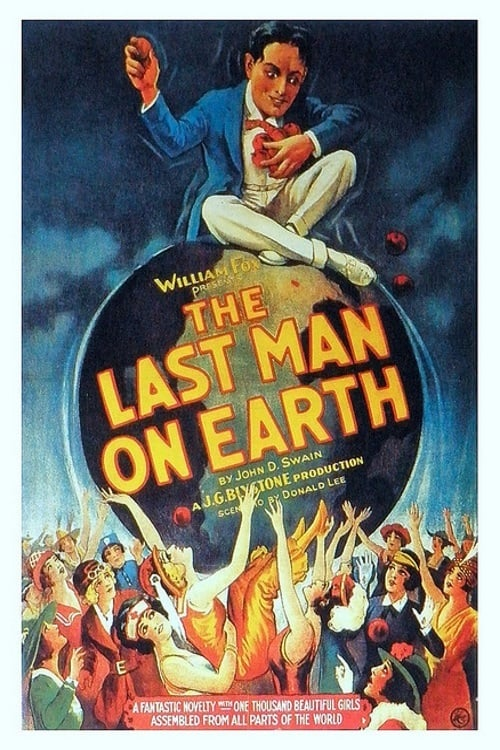
Poster del film The Last Man on Earth

- Hearts and Flowers, regia di Edward F. Cline (1919)
- Pretty Lady, regia di John G. Blystone (1920)
- The Hick, regia di Larry Semon e Norman Taurog (1921)
- Montana Bill, regia di Phil Goldstone e Louis King (1921)
- The Vengeance Trail, regia di Charles R. Seeling (1921)
- Streak of Yellow, regia di Albert S. Rogell (1922)
- Double Reward, regia di Albert S. Rogell (1922)
- No Man's Gold, regia di Albert S. Rogell (1922)
- Phantom of the Hills, regia di Albert S. Rogell (1922)
- West Meets East, regia di Albert S. Rogell (1922)
- His Brother's Blood, regia di Albert S. Rogell (1922)
- The Claim Jumpers, regia di Albert Rogell (1922)
- The Weak-End Party, regia di Broncho Billy Anderson (1922)
- The Punctured Prince, regia di Hugh Fay e Hunt Stromberg (1922)
- The Eternal Three, regia di Marshall Neilan e Frank Urson (1923)
- The Meanest Man in the World, regia di Edward F. Cline (1923)
- The Last Man on Earth, regia di J.G. Blystone (1924)
- The Roughneck, regia di Jack Conway (1924)
- Irene non ti spogliare! (Irene), regia di Alfred E. Green (1926)